# سيمون روبرتو لاندي

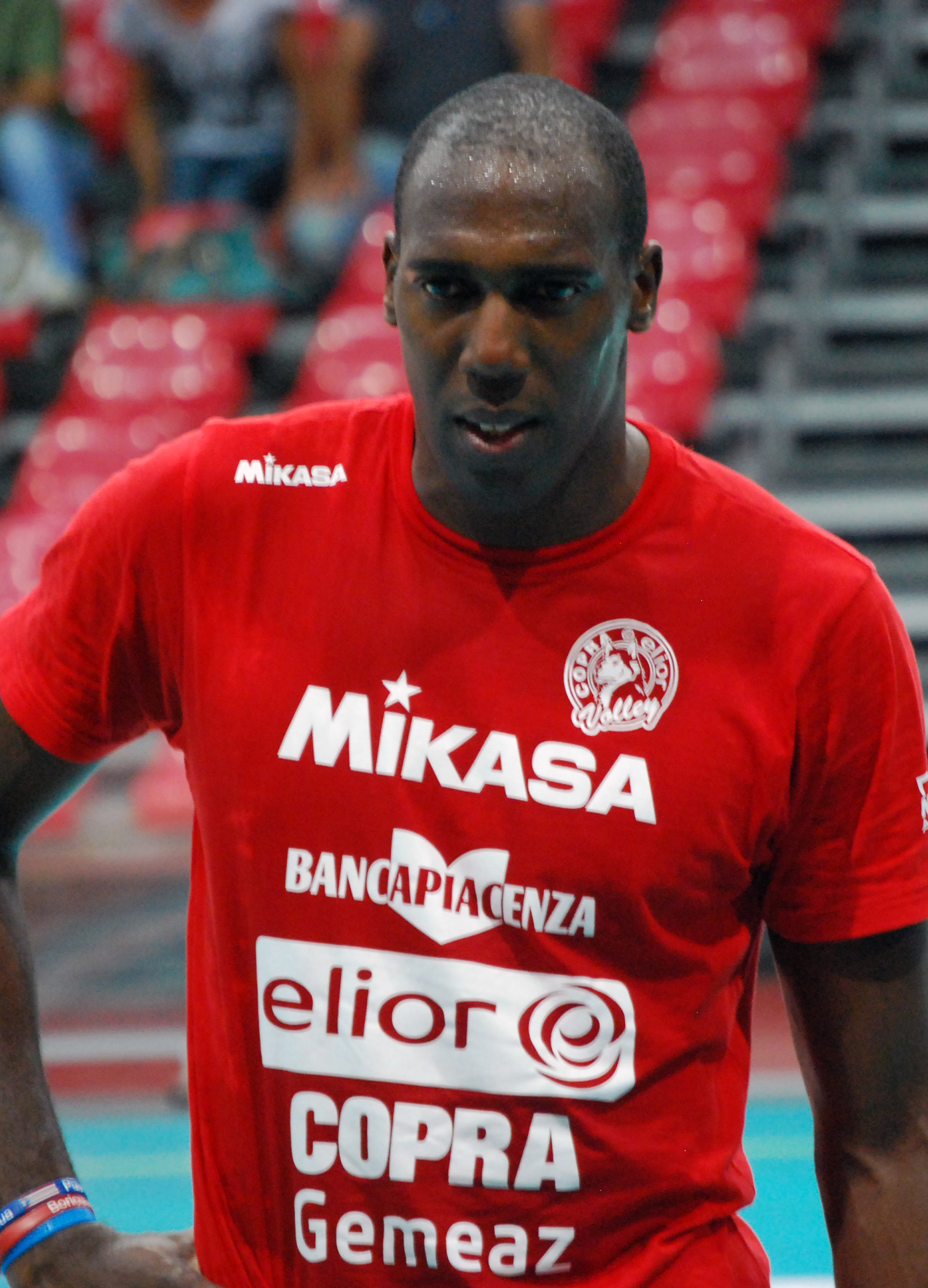

سيمون روبرتو لاندي (ولدت 11 يونيو 1987) هو لاعب كرة الطائرة الكوبي، وهو عضو في فريق الوطني للكرة الطائرة رجال كوبا في 2005-2010.

## معلومات الاندية
- النادي الحالي :أنسان
- النادي الأول  : بياتشنزا

## معلومات تقنية
الطول: 2,06 م
الارتقاء في السحق : 3,89 م
الارتقاء في الصد : 3,26 م

## روابط خارجية
- سيمون روبرتو لاندي على موقع الاتحاد الأوروبي (الإنجليزية)
- سيمون روبرتو لاندي على موقع عالم الكرة الطائرة (الإنجليزية)
- سيمون روبرتو لاندي على موقع دوري الدرجة الأولى الإيطالي للكرة الطائرة - رجال (الإيطالية)